# Salzgitter
Salzgitter je město v německé spolkové zemi Dolní Sasko. Nachází se v severní části pohoří Harz. Je také součástí metropolitního regionu Hannover-Braunschweig-Göttingen-Wolfsburg. V současných hranicích existuje od roku 1924, kdy bylo město založeno. Jedná se o jedno z mála německých měst založených v první polovině 20. století. Město je sídlem ocelářského koncernu Salzgitter AG.
Salzgitter se nachází na boční větvi vodního kanálu Mittelandkanal, který propojuje Labe s kanálem Dortmund-Ems. Žije zde přibližně 105 tisíc obyvatel. Salzgitter tak patří k velkoměstům. Nejbližším velkoměstem je Braunschweig, který se nachází severovýchodně od Salzgitteru. Hannover, hlavní město spolkové země, leží přibližně 50 km severozápadně.

## Partnerská města
- Imatra, Finsko (od roku 1970)
- Swindon, Spojené království (od roku 1975)
- Créteil, Francie (od roku 1980)
- Starý Oskol, Rusko (od roku 1987)
- Gotha, Durynsko, Německo (od roku 1988)